# Trận Kadesh
Trận Kadesh (hay Qadesh) là một trận đánh diễn ra tại Kadesh trên sông Orontes, nơi mà ngày nay thuộc Cộng hoà Ả Rập Syria, giữa quân đội Ai Cập dưới quyền của pharaoh Ramesses II và quân đội Đế quốc Hittite dưới sự chỉ huy của vua Muwatalli II.
Trận chiến thường được cho là xảy ra vào năm 1274 TCN, và là cuộc chiến đầu tiên trong lịch sử mà các chi tiết chiến thuật và đội hình của các phe được biết đến. Đó có lẽ là trận đánh sử dụng chiến xa lớn nhất trong lịch sử, với khoảng 5.000-6.000 chiến xa đã tham gia.

## Bối cảnh
Ramesses II đăng quang ngôi vị Pharaoh khi mới 24 tuổi và trở thành chủ nhân của một trong những đế chế mạnh nhất thế giới trong lịch sử cổ đại. Ông là người sôi nổi, tháo vát đồng thời tràn đầy hoài bão chinh phục lại những vùng đất ở trung tâm Syria mà vương triều thứ 18 đạt được, mặc dù giờ đây nằm trong sự kiểm soát của người Hittite và được công nhận bởi một hiệp ước vốn được ký kết bởi Seti I và Hati. Để thỏa mãn khát vọng đồng nghĩa Ramesses II phải tuyên chiến với đối thủ phương bắc của mình. Mặc dù phải đến năm thứ tư của vương triều ông ta mới đủ lực thực hiện các chiến dịch vào Syria nhưng sự chuẩn bị đã được lên kế hoạch từ rất sớm để phục vụ cho hoài bão cua vị Pharaoh chẳng hạn như việc thành lập thêm quân đoàn thứ 4 và mở rộng thành phố Pi-Ramesses ở biên giới phía đông nhằm phục vụ như một căn cứ hậu cần cho các chiến dịch ở Levant.
Mùa xuân năm 1301 TCN, Ramesses II lần đầu tiên dẫn quân tiến vào khu vực Levant. Chuyến hành quân dọc bờ biển Phoenecia được đánh dấu bởi những văn bia lập nên rải rác tại Týros và Byblos. Tiến xa đến tận vùng Simyra, Ramesses II sau đó quay lại tiến vào đất liền và tấn công vương quốc Amurru, một chư hầu của người Hittite. Đối đầu với lực lượng Ai Cập và lực lượng của Hittie còn ở rất xa thì vị vua Benteshina không còn lựa chọn nào khác ngoài việc công nhận Ramesses II là bá chủ. Ramesses II giờ đây mở được hai hướng tấn công vào Qaesh, một theo ngả thung lũng Bekaa, và một thẳng từ thành Amurru. Chiến dịch thành công và Ramesses II cho quân đội quay về Ai Cập tràn đầy lạc quan về viễn cảnh chinh phục lại nhưng lãnh thổ đã mất.

## Phản ứng của người Hittite
Rõ ràng đối với Muwatallish thì chiến dịch của người Ai Cập được xem như là nỗ lực thiết lập lại vị trí của họ ở Syria và sau đó tiến vào khu vực phía bắc. Không thể đứng yên thụ động để đánh mất vị trí của đế quốc Hittite, Muwatallis II (1295-1272 TCN) lên kế hoạch ngăn chặn bất cứ chiến dịch bắc tiến nào nữa của người Ai Cập. Các chiến dịch đó phải đạt được hai mục tiêu quan trọng: Amurru phải được tái chinh phục và quân đội Ai Cập phải bị ngăn chăn để đập tan tham vọng của Ramesses II.
Cả hai bên đều chuẩn bi nhiều tháng để quyết đấu ở chiến trường Qadesh. Người Ai Cập đã nỗ lực kiểm thoát thành phố này từ tay người Mitani và sau đó là người Haiti kể từ thời Tuthmosis III. Những nỗ lực và khao khát như vậy xuất phát từ vị trí chiến lược của thành phố: nó không chỉ là chìa khóa quan trọng để tiến vào đồng bằng Elcutheros và Amurru mà còn là trung tâm chinh phục để Ramesses II kiểm soát khu vực bắc Syria. Có nhiều sự đề cập đến việc cả hai bên đều chọn Qadesh là nơi để phân định thắng thua. Nhiều bằng chứng cho thấy nhiều nghi lễ ngoại giao được tiến hành nhấn mạnh rằng Qadesh được cả hai thống nhất chọn để giải quyết mâu thuẫn vào đầu tháng năm 1300 TCN.
Tuy nhiên khu vực chiến trường mang lại lợi thế lớn cho người Hittite. Muwatallish thực hiện chiến dịch trong khu vực kiểm soát của mình được cung cấp hậu cần bởi các chư hầu trung thành trong khi người Ai Cập phải chiến đấu cách xa nhà đến 1600 km. Ngoài ra thành phố cũng đủ rộng lớn cho lực lượng Hittite đồn trú và bản thân nó cùng là một pháo đài rất kiên cố với hào sâu che chắn và được bao bọc bởi con sông Oronte.
Lực lượng quân đội do Muwatallish thống lãnh là lực lượng lớn nhất được tập trung trong vương quốc Haiti. Những bằng chứng từ phía Hittite không đề cập chi tiết đến sức mạnh thật sự của đạo quân này nhưng ta có thể tham khảo những bằng chứng từ phái AI Cập trong đó Ramase nói đối đầu với ông ta là vua Hittite cùng 18 đồng mình và những chư hầu khác với lực lượng lên đến 3700 chiến xa và 37.000 bộ binh.

## Trận chiến
Phản ứng của vị Pharaoh lòng đầy hoài nghi là cho gọi một cuộc thảo luận khẩn với các sĩ quan cấp và kết quả là lệnh triệu hồi ngay lập tức các quân đoàn Pta, Set đến Qadesh. Trong lúc chờ 2 quân đoàn này tới thì Ramesses II phải dựa vào lực lượng của 2 quân đoàn Amun và Re để chống lại cuộc tập kích bất ngờ của quân Hittite. Nhưng đây là điểm mang lại thất vọng cho vị Pharaoh. Ngay lúc quân đoàn Re băng qua đồng bằng để đến vị trí trại của Amun thì Amuwallish ra lệnh tấn công từ bên cánh của đạo quân đang di chuyển.
Rời khỏi vị trí ẩn nấp, một lượng lớn chiến xa Hittite vượt sông Orontes tiến thẳng vào Qadesh và tấn công thẳng vào sườn của quân đoàn Re. Lớp chiến xa bảo vệ của quân AI Cập ngay lập tức bị quét sạch bởi sức nặng của chiến xa Hittite. Số lượng quân Hittite tấn công là không rõ nhưng chắc chắn phải áp đảo quân số của quân đoàn Re, tuy nhiên không đến con số khổng lồ là 2500 chiến xa mà Ramesses II đề cập vốn được nhiều nhà nghiên cứu trích dẫn. Con số đó có lẽ ám chỉ cả đội quân tấn công chứ không phải tính riêng số lượng chiến xa vượt sông Oronte để tấn công. Nó cũng chỉ ra những số liệu không đáng tin cậy của Ramesses II về sau.
Với việc chiến xa Ai Cập bị quét sạch thì lính bộ binh vốn chưa kịp chuẩn bị tan rã hoàn toàn. Sự khủng hoảng lan khắp cả quân đoàn và binh lính bỏ chạy tứ tán, một số cố chạy lên phía bắc đến trại của Amun. Từ vị trí cao ở trại Amun có lẽ cảnh tượng trên cánh đồng đã đập vào mắt các quân sĩ và người Ai Cập hẳn cảm thấy tình hình rơi vào thế tuyệt vọng với việc quân lính bỏ chạy và bị chiến xa Hittite đuổi sát. Cơn lốc hàng ngàn chiến xa tạo nên bức tường bụi khổng lồ và bước chân của hàng nghìn ngựa chiến hẳn tạo nên tiếng động như sấm rền. Một lượng lớn bộ binh bị chiến xa hạ gục khi cố chạy về trại Amun và đến lúc này đến lượt binh lính ở Amun hoảng loạn, rời vị trí và chạy trốn ngay khi chiến xa Hittite phá vỡ hàng rào phía tây.
Chứng kiến cảnh tượng trên từ khu trại của mình ở gần quân đoàn Amun. Ramesses II đã hành động như là bước đi cuối cùng nhằm cứu vãn tình thế khỏi biến thành thảm họa. Khoác giáp trụ lên người, vị Pharaoh ngự chiến xa tiến thẳng về phía quân thù để quyết chiến một mất một còn. Tiến lên trận tuyến, vị Pharaoh cũng ra sức tập hợp lại binh lính bỏ chạy và tấn công chớp nhoáng vào lực lượng Hittite với một lực lượng có lẽ là chỉ một ít chiến xa tinh nhuệ tùy tùng của mình. Đột kích vào sươn đông của quân Hittite, lực lượng nhỏ chiến xa Ai Cập này đã gây tổn thất cao và phá vỡ sự cố kết cũng như sự vận động của đội hình quân Hittite.
Tận dụng tốc độ và khả năng cơ động của chiến xa Ai Cập, Ramesses II cùng binh lính hộ tống đã loại khỏi vòng chiến một lượng đáng kể chiến xa Hittite. Với một sự dữ dội đến tuyệt vọng vị Pharaoh dẫn quân tấn công, rồi vòng lại tấn công như vậy liên tiếp sáu lần liên tục. Trong lúc đang hỗn chiến nhiều khả năng quân Hittite cũng không biết lực lượng nào đang tấn công mình. Nhưng ở vị trí quan sát từ trại của Muwalltalish thì vua Hittite hẳn đã thấy Ramesses II đang tập hợp quân phản công, ông này quyết định tung ra đội quân chiến xa thứ 2 để hỗ trợ cho đạo quân thứ nhất lúc này đang gặp rắc rối.
Một lần nữa chúng ta lại gặp phải vấn đề về quân số. Nó không thể ở con số 1000 chiến xa, trong lúc khẩn cấp hẳn Muwatallish phải huy động chiến xa ở vùng phụ cận Oronte để tấn công Ramesses II ngay lập tức. Ông ta hẳn có gì dùng đó, tức là dùng cả chiến xa hộ tống của mình để tấn công, những người cũng quan sát thấy sự phản công của Ramesses II. Họ băng qua sông Orontes nhưng thay vì đón đầu Ramesses II họ tiến thẳng vào trại của ông này nhằm mục đích phân tán sự chú ý của vị Pharaoh lúc này đang tảo thanh đội chiến xa Hittite thứ nhất. Tuy nhiên sự xuất hiện của đạo quân Ne'arin đã ngăn cản dự định này. Họ tấn công vào đạo quân Hittite đang di chuyển và sau đó gia nhập với lực lượng của Ramesses II. Kết quả của việc này là chỉ một số ít chiến xa Hittite của đạo thứ 2 bỏ chạy được băng ngang sông, và trong số những người bị hạ sát có rất nhiều quý tộc đẳng cấp cao bên phía Muwatallish và chư hầu.
Vào cuối ngày thì vị Pharaoh cũng xoay xở để củng cố được thế trận. Quân đoàn Amun được tập hợp lại và lực lượng của Pta cũng sắp tiến tới được Qadesh. Sau trận đánh có vẻ như Ramases đã cho trừng phạt nhiêm khắc đối với lính bỏ chạy mà trong mắt ông ta không khác gì quân bội phản, theo một số học giả thì ngày hôm sau Pharaoh đã cho xử tử 1/10 binh lính của mình ngay trước sự quan sát của vua Hittite.

## Kết quả
Đề nghị bãi binh như là cơ sở để thiết lập hòa bình của vua Hittite được pharaoh chấp nhận. Khi không còn những tham vọng vươn xa về lãnh thổ, Ramesses II không còn tiến hành chiến dịch nào trong lãnh thổ được công nhận của Hittite nữa. Dù Pharaoh vẫn tấn công Amurru thời gian 3 năm sau trận Qadesh thì đối với người Hiitte, đó không phải là sự khiêu khích bởi bản thân họ còn đang lo đối phó với sự trỗi dậy của đế chế Assyria ở phía đông và những vấn đề ở phía bắc vương quốc. Ramesses II đã tuyên bố chiến thắng tuy nhiên không phải nhờ đến quân tiếp viện mà là do ông khi ông về đến nhà. Để thể hiện dược sức mạnh của mình ông điều động tất cả các công nhân điêu khắc tại mọi đền đài của các Pharaoh trước trên khắp đất nước Ai Cập các lời ca tụng về mình.
Năm 1259 TCN, Ramesses II ký hòa ước với vua người Hittite là Hattusili III (1267-1237 TCN). Đây là bản hòa ước sớm nhất trong lịch sử còn được bảo lưu tới ngày nay. Đôi bên quy định không xâm phạm lẫn nhau, cùng chống kẻ thù chung và trao trả các tù binh nô lệ cho nhau. Thực tế thì khi ký kết hòa ước, thì phía Bắc Syria vẫn nằm dưới quyền cai trị của Hittite.